# QED：光和物质的奇妙理论
《QED：光和物质的奇异性》（英語：QED: The Strange Theory of Light and Matter）是美国物理学家理查德·费曼编著的一本关于量子电动力学（QED）的通俗读物。它由费曼所作的4个讲座合集而成。最早由普林斯顿大学出版社于1985年出版。

## 内容
全书的4个讲座分别是：
1. 引言（Introduction），1
2. 光子：光的粒子（Photons: Particles of Light），39
3. 电子和它们的相互作用（Electrons and Their Interactions），85
4. 松散的结尾（Loose Ends），139

注：其中后注数字为中文版页码，共172页。

## 主要版本
- Richard Feynman.  1. Princeton University Press. 1985. ISBN 978-0-691-12717-0 （英语）.
  - 汉译版1：理查德·费曼. . 商务新知译丛. 张钟静 (翻译者). 商务印书馆. 1994. ISBN 7-100-01536-7 （中文（中国大陆））.
[查证请求]
  - 汉译版2：理查德·费曼. . 走进费曼丛书. 张钟静 (翻译者) 中国湖南省长沙市湘雅路276号. 湖南科学技术出版社. 2012. ISBN 9787535772442 （中文（中国大陆））.